# 雷德奧克斯米爾 (紐約州)
雷德奧克斯米爾（英語：Red Oaks Mills）是位於美國紐約州達奇斯縣的普查規定居民點。

## 人口
根據2020年美國人口普查的數據，雷德奧克斯米爾的面積為6.31平方千米，當中陸地面積為6.23平方千米，而水域面積為0.08平方千米。當地共有人口3810人，而人口密度為每平方千米603.8人。